# Bernd Sösemann
Bernd Sösemann (* 8. Oktober 1944 in Göttingen) ist ein deutscher Historiker. Er hatte von 1985 bis 2010 den Lehrstuhl für Geschichte der öffentlichen Kommunikation an der Freien Universität Berlin inne.

## Leben
Bernd Sösemann studierte Geschichte, Deutsche Philologie, Philosophie und Pädagogik an der Universität Göttingen. Er wurde 1974 in Göttingen zum Thema Liberale Publizistik in der Endphase der Weimarer Republik (1930–1933) zum Dr. phil. promoviert. Nach dem Referendariat in Lüneburg legte er 1975 das Zweite Staatsexamen für das Lehramt an Gymnasien ab. Anschließend wurde er wissenschaftlicher Assistent und ab 1982 Hochschulassistent am Seminar für Mittlere und Neuere Geschichte der Universität Göttingen, wo er die Redaktion der Göttinger Bausteine zur Geschichtswissenschaft leitete. Daneben war er vier Jahre lang für die Historische Kommission bei der Bayerischen Akademie der Wissenschaften tätig, für die er die Tagebücher Theodor Wolffs edierte.
Die Freie Universität Berlin berief Sösemann 1985 (noch während des Habilitationsverfahrens) auf den Lehrstuhl für Allgemeine Publizistik mit dem Schwerpunkt Geschichte der öffentlichen Kommunikation und der Publizistikwissenschaft. Er lehrte und forschte dort bis zu seiner Pensionierung im März 2010. Ab 1987 leitete er außerdem die von ihm gegründete Arbeitsstelle für Kommunikationsgeschichte und interkulturelle Publizistik (AKiP) am Friedrich-Meinecke-Institut. Ab 1988 war er zusätzlich Gründungsdirektor des Instituts für Kommunikationsgeschichte und angewandte Kulturwissenschaften im Fachbereich Politik- und Sozialwissenschaften der FU Berlin. Er nahm Gastdozenturen in Cagliary, Trient, Sydney und Rom wahr. Von 1988 bis 2010 war er Mitglied der Preußischen Historischen Kommission. Von 1989 bis 2009 war er Vorsitzender der Arbeitsgemeinschaft zur Geschichte Preußens. Von 1991 bis 2010 gab er das Jahrbuch der Berliner Wissenschaftlichen Gesellschaft heraus. 2014 forschte er als Honorary Fellow am Historischen Kolleg in München.
In seinen in der Historischen Zeitschrift (1983 und 2014), im Böhlau-Verlag (1996, 2006) und im Jahrbuch für Kommunikationsgeschichte (2008) publizierten Forschungen zu den Tagebüchern von Kurt Riezler aus dem Ersten Weltkrieg (Karl Dietrich Erdmann), zum Nachlass des preußischen Reformers Theodor von Schön und den Tagebüchern von  Joseph Goebbels (Hrsg. Horst Möller, Elke Fröhlich) fand er editorische Schwächen, Fehler und sachliche Verfälschungen dieser Editionen.
2010 erschien zu seinen Ehren Geschichte, Öffentlichkeit, Kommunikation. Festschrift für Bernd Sösemann zum 65. Geburtstag (hrsg. von Patrick Merziger u. a.). Er ist Mitglied im Kuratorium des Theodor-Wolff-Preises, Vorstandsmitglied der Erhard Höpfner Stiftung (Berlin), der Arbeitsgemeinschaft zur Geschichte Preußens und der Berliner Wissenschaftlichen Gesellschaft sowie Vorsitzender der Friedrich-Meinecke Gesellschaft in Berlin.
Sösemanns Hauptforschungsgebiete sind die Geschichte der öffentlichen Kommunikation und der Medien, das Leben und Werk des Chefredakteurs des Berliner Tageblatts Theodor Wolff (Biographie und 7 Bde. Dokumente), die deutsche Geschichte vom Kaiserreich bis zur frühen Bundesrepublik, die Geschichte Preußens, die Geschichte des Liberalismus, die Geschichte der Propaganda in neuzeitlichen Diktaturen und die Editionswissenschaften.

## Schriften (Auswahl)
Monografien
- Das Ende der Weimarer Republik in der Kritik demokratischer Publizisten. Theodor Wolff, Ernst Feder, Julius Elbau, Leopold Schwarzschild (= Abhandlungen und Materialien zur Publizistik, Bd. 9). Berlin 1976, ISBN 3-7678-0410-7. Zugleich Dissertation an der Universität Göttingen unter dem Titel Liberaldemokratische Publizisten in der Auflösungskrise der Weimarer Republik, Göttingen 1977.
- Theodor Wolff – ein Leben mit der Zeitung. Econ, München 2000, ISBN 3-430-18569-6. In völlig überarbeiteter Fassung und um ausgewählte Artikel Wolffs erweiterte Neuausgabe unter dem Titel:

Theodor Wolff – Ein Leben mit der Zeitung. Franz Steiner Verlag, Stuttgart 2012, ISBN 978-3-515-10174-5.
Herausgeberschaften
- Theodor Wolff: Tagebücher 1914–1919 – Der Erste Weltkrieg und die Entstehung der Weimarer Republik in Tagebüchern, Leitartikeln und Briefen des Chefredakteurs am „Berliner Tageblatt“ und Mitbegründers der „Deutschen Demokratischen Partei“. In zwei Bänden (= Deutsche Geschichtsquellen des 19. und 20. Jahrhunderts, Bd. 54). Boldt, Boppard am Rhein, ISBN 3-7646-1835-3.
- mit Jürgen Frölich, Centrum Judaicum: Theodor Wolff. Journalist, Weltbürger, Demokrat. In Zusammenarbeit mit der Friedrich-Naumann-Stiftung (= Jüdische Miniaturen. Bd. 10). Hentrich & Hentrich, Teetz 2004, ISBN 3-933471-62-1.
- mit Marius Lange: Propaganda. Medien und Öffentlichkeit in der NS-Diktatur. 2 Bände, Steiner, Stuttgart 2010, ISBN 978-3-515-09635-5.
- mit Gregor Vogt-Spira: Friedrich der Große in Europa – Geschichte einer wechselvollen Beziehung. Steiner, Stuttgart 2012, ISBN 978-3-515-10387-9.